# Драчёва, Анна Терентьевна
Анна Терентьевна Драчёва (20 сентября 1924 — 2 июля 2020) — передовик советского сельского хозяйства, советская работница, свинарка колхоза имени Чапаева Осинского района Пермской области, Герой Социалистического Труда (1966).

## Биография
Родилась 20 сентября 1924 года в деревне Новая Драчева Осинского района Пермской области, ныне Пермского края.
В 1939 году, с 15 лет, начала работать на свиноферме в колхозе имени Чапаева, где проработала всю свою жизнь. Отличалась трудолюбием и мастерством. В годы Великой Отечественной войны кроме работы на ферме, приходилось заниматься домашним хозяйством и готовить на всю семью. За все годы войны допустила ни одного случая гибели поросят.
Особенно высоких результатов Анна Драчёва добилась после перестройки работы фермы по цеховому методу. В новых условиях передовые свинарки стали получать по 800—900 поросят от группы своих свиноматок.
Была членом КПСС. После выхода на пенсию, проживала в городе Оса. В сентябре 2014 года Драчева Анна Терентьевна отметила свое 90-летие. В последние годы проживала в Перми у своей племянницы Надежды. Скончалась 2 июля 2020 года.

## Награды
- Указом Президиума Верховного Совета СССР от 22 марта 1966 года Анна Терентьевна Драчёва была удостоена звания Героя Социалистического Труда с вручением ордена Ленина и золотой медали «Серп и Молот».[4]
- Также награждена медалями СССР, среди которых «За доблестный труд» и «Ветеран труда».
- В 2008 году А. Т. Драчёвой было присвоено звание «Почетный гражданин Осинского района».[5]